# Agronomia
Agronomia (z gr. agronomos – zarządzający majątkiem) – nauka o rolnictwie. Wraz z rozwojem nauk rolniczych zakres agronomii uległ zawężeniu do uprawy roli i roślin.
Pierwszą polską uczelnią rolniczą był Instytut Agronomiczny w Marymoncie, stanowiącym obecnie część Warszawy.